# A Charm of Lullabies
A Charm of Lullabies (Encís de cançons de bressol), op. 41, és un cicle de cançons per a mezzosoprano i piano, és una composició del 1947 de Benjamin Britten. Consta de cinc cançons compostes a partir de poemes de William Blake, Robert Burns, Robert Greene, Thomas Randolph i John Phillip. Va ser escrit el 1947 per a Nancy Evans, que va fer la primera actuació amb Felix de Nobel (piano) en un festival a La Haia el 3 de gener de 1948. La partitura va ser publicada per primera vegada l'any 1949 per Boosey i Hawkes a Londres.
L'execució del cicle dura uns 12 minuts. La varietat de textos es presta a varietat de música, i qüestiona el concepte de "cançó de bressol"; sobretot la quarta cançó, "A Charm", que amb humor amenaça el nen amb tota mena de turments si no s'adorm.

## Les cançons
1. William Blake – "A Cradle Song" (Poemes del quadern, c. 1794, només versos 1  –  2 i 4  –  5)[1][2]
2. Robert Burns  – "A Highland Balou" (Últimes cançons per al Museu musical escocès, c. 1792. Publicat al volum 5, 1839)[3]
3. Robert Greene – "Sephestia's Lullaby" (del poema en prosa Menaphon, 1589, només versos 1 i 3)[4]
4. Thomas Randolph – "A Charm" (de Els amants gelosos, 1632, les dues estrofes que comencen "Somn tranquil")[5]
5. John Phillip – "The Nurse's Song" (de The Commodye of Pacient i Meeke Grissill, c. 1559, "Lullaby baby, thy nurse will tend thee")